# Coppa di Polonia 2015-2016 (pallavolo maschile)
La Coppa di Polonia 2015-2016 si è svolta dal 22 settembre 2015 al 7 febbraio 2016: al torneo hanno partecipato trentuno squadre di club polacche e la vittoria finale è andata per la settima volta allo Skra Bełchatów.

## Regolamento
Le squadre hanno disputato primo turno, secondo turno, terzo turno, quarto turno, quinto turno, sesto turno, quarti di finale, semifinali e finale.

## Squadre partecipanti
| - AGH Krakow - Andrychów - Asseco Resovia - AZS PWSZ Nysa - Camper Wyszków - Chełmża - Czarni Radom - Czarni Rząśnia - Gwardia Wrocław - Hutnik Kraków - Jastrzębski Węgiel | - Katowice - Kęczanin Kęty - Lechia - Ostrołęka - Sanok - Siedlce - Skra Bełchatów - Ślepsk Suwałki - SMS Spała - SMS Spała II | - SMS Spała III - Stal Grudziądz - Espadon Szczecin - Stoczniowiec Gdańsk - Trefl Gdańsk - Tychy - Victoria Walbrzych - Warta Zawiercie - Września - ZAKSA |

## Torneo

### Tabellone
|  | Quarti di finale   | Quarti di finale |  |                | Semifinali     | Semifinali |  |       | Finale         | Finale |
|  |                    |                  |  |                |                |            |  |       |                |        |
|  | ZAKSA              | 3                |  |                |                |            |  |       |                |        |
|  | ZAKSA              | 3                |  |                |                |            |  |       |                |        |
|  | Jastrzębski Węgiel | 0                |  |                |                |            |  |       |                |        |
|  | Jastrzębski Węgiel | 0                |  | ZAKSA          | 3              |            |  |       |                |        |
|  |                    |                  |  | ZAKSA          | 3              |            |  |       |                |        |
|  |                    |                  |  |                | Trefl Gdańsk   | 0          |  |       |                |        |
|  | Czarni Radom       | 2                |  |                | Trefl Gdańsk   | 0          |  |       |                |        |
|  | Czarni Radom       | 2                |  |                |                |            |  |       |                |        |
|  | Trefl Gdańsk       | 3                |  |                |                |            |  |       |                |        |
|  | Trefl Gdańsk       | 3                |  |                |                |            |  | ZAKSA | 2              |        |
|  |                    |                  |  |                |                |            |  | ZAKSA | 2              |        |
|  |                    |                  |  |                |                |            |  |       | Skra Bełchatów | 3      |
|  | Katowice           | 0                |  |                |                |            |  |       | Skra Bełchatów | 3      |
|  | Katowice           | 0                |  |                |                |            |  |       |                |        |
|  | Asseco Resovia     | 3                |  |                |                |            |  |       |                |        |
|  | Asseco Resovia     | 3                |  | Asseco Resovia | 1              |            |  |       |                |        |
|  |                    |                  |  | Asseco Resovia | 1              |            |  |       |                |        |
|  |                    |                  |  |                | Skra Bełchatów | 3          |  |       |                |        |
|  | Skra Bełchatów     | 3                |  |                | Skra Bełchatów | 3          |  |       |                |        |
|  | Skra Bełchatów     | 3                |  |                |                |            |  |       |                |        |
|  | SMS Spała II       | 0                |  |                |                |            |  |       |                |        |
|  | SMS Spała II       | 0                |  |                |                |            |  |       |                |        |

### Risultati

#### Primo turno
| 22 settembre 2015 ?, ? Durata: ? - Spettatori: ? | Chełmża       | 0 - 3 | Stal Grudziądz | 25-22, 25-23, 24-26, 27-25 |
| 22 settembre 2015 ?, ? Durata: ? - Spettatori: ? | SMS Spała II  | 3 - 0 | Tychy          | 25-0, 25-0, 25-0           |
| 22 settembre 2015 ?, ? Durata: ? - Spettatori: ? | SMS Spała III | 3 - 1 | Czarni Rząśnia | 24-26, 25-21, 25-17, 25-20 |

#### Secondo turno
| 7 ottobre 2015 ?, ? Durata: ? - Spettatori: ? | Stal Grudziądz | 3 - 2 | Stoczniowiec Gdańsk | 25-23, 25-16, 17-25, 26-28, 15-10 |
| 7 ottobre 2015 ?, ? Durata: ? - Spettatori: ? | SMS Spała II   | 3 - 0 | Andrychów           | 25-14, 25-18, 25-23               |
| 7 ottobre 2015 ?, ? Durata: ? - Spettatori: ? | Lechia         | 0 - 3 | Sanok               | 20-25, 21-25, 20-25               |
| 7 ottobre 2015 ?, ? Durata: ? - Spettatori: ? | SMS Spała III  | 3 - 0 | Gwardia Wrocław     | 25-18, 25-22, 25-23               |

#### Terzo turno
| 14 ottobre 2015 ?, ? Durata: ? - Spettatori: ? | Stal Grudziądz | 2 - 3 | SMS Spała II | 25-21, 15-25, 25-21, 25-27, 12-15 |
| 14 ottobre 2015 ?, ? Durata: ? - Spettatori: ? | SMS Spała III  | 3 - 1 | Sanok        | 23-25, 25-22, 25-19, 25-21        |

#### Quarto turno
| 21 ottobre 2015 ?, ? Durata: ? - Spettatori: ? | Espadon Szczecin | 2 - 3 | Września           | 25-21, 17-25, 21-25, 28-26, 9-15  |
| 21 ottobre 2015 ?, ? Durata: ? - Spettatori: ? | Camper Wyszków   | 2 - 3 | Ślepsk Suwałki     | 25-22, 25-22, 17-25, 16-25, 5-15  |
| 21 ottobre 2015 ?, ? Durata: ? - Spettatori: ? | SMS Spała II     | 3 - 1 | Siedlce            | 21-25, 25-13, 25-20, 25-20        |
| 21 ottobre 2015 ?, ? Durata: ? - Spettatori: ? | Ostrołęka        | 3 - 0 | SMS Spała          | 25-12, 25-14, 25-19               |
| 21 ottobre 2015 ?, ? Durata: ? - Spettatori: ? | SMS Spała III    | 2 - 3 | Warta Zawiercie    | 25-22, 18-25, 21-25, 26-24, 12-15 |
| 21 ottobre 2015 ?, ? Durata: ? - Spettatori: ? | AZS PWSZ Nysa    | 2 - 3 | Victoria Walbrzych | 21-25, 27-25, 25-27, 25-17, 12-15 |
| 21 ottobre 2015 ?, ? Durata: ? - Spettatori: ? | Hutnik Kraków    | 0 - 3 | Kęczanin Kęty      | 23-25, 19-25, 16-25               |
| 21 ottobre 2015 ?, ? Durata: ? - Spettatori: ? | Katowice         | 3 - 1 | AGH Krakow         | 22-25, 27-25, 25-15, 25-20        |

#### Quinto turno
| 15 novembre 2015 ?, ? Durata: ? - Spettatori: ? | Września        | 3 - 2 | Ślepsk Suwałki     | 18-25, 17-25, 28-26, 27-25, 12-15 |
| 25 novembre 2015 ?, ? Durata: ? - Spettatori: ? | SMS Spała II    | 3 - 0 | Ostrołęka          | 25-18, 25-19, 25-19               |
| 25 novembre 2015 ?, ? Durata: ? - Spettatori: ? | Warta Zawiercie | 3 - 0 | Victoria Walbrzych | 25-23, 25-21, 25-20               |
| 25 novembre 2015 ?, ? Durata: ? - Spettatori: ? | Katowice        | 3 - 0 | Kęczanin Kęty      | 25-19, 25-17, 25-18               |

#### Sesto turno
| 7 dicembre 2015 ?, ? Durata: ? - Spettatori: ? | SMS Spała II | 3 - 0 | Ślepsk Suwałki  | 25-22, 25-14, 25-16 |
| 9 dicembre 2015 ?, ? Durata: ? - Spettatori: ? | Katowice     | 3 - 0 | Warta Zawiercie | 25-17, 25-17, 25-19 |

#### Quarti di finale
| 5 febbraio 2016 Hala Orbita, Breslavia Durata: 1h:21 - Spettatori: 850   | ZAKSA          | 3 - 0 | Jastrzębski Węgiel | 25-12, 25-17, 25-15               |
| 5 febbraio 2016 Hala Orbita, Breslavia Durata: 2h:24 - Spettatori: 1 050 | Czarni Radom   | 2 - 3 | Trefl Gdańsk       | 18-25, 21-25, 25-22, 25-22, 13-15 |
| 5 febbraio 2016 Hala Orbita, Breslavia Durata: 1h:24 - Spettatori: 1 500 | Katowice       | 0 - 3 | Asseco Resovia     | 14-25, 19-25, 20-25               |
| 5 febbraio 2016 Hala Orbita, Breslavia Durata: 1h:32 - Spettatori: 1 500 | Skra Bełchatów | 3 - 0 | SMS Spała II       | 25-20, 25-22, 25-16               |

#### Semifinali
| 6 febbraio 2016 Hala Orbita, Breslavia Durata: 1h:33 - Spettatori: 2 000 | ZAKSA          | 3 - 0 | Trefl Gdańsk   | 25-23, 25-21, 25-17        |
| 6 febbraio 2016 Hala Orbita, Breslavia Durata: 2h:09 - Spettatori: 2 300 | Asseco Resovia | 1 - 3 | Skra Bełchatów | 25-18, 20-25, 18-25, 24-26 |

#### Finale
| 7 febbraio 2016 Hala Orbita, Breslavia Durata: 2h:59 - Spettatori: 2 950 | ZAKSA | 2 - 3 | Skra Bełchatów | 25-12, 23-25, 25-22, 26-28, 17-19 |

## Premi individuali
| Premio                | Nome              | Squadra        |
| --------------------- | ----------------- | -------------- |
| MVP                   | Mariusz Wlazły    | Skra Bełchatów |
| Miglior attaccante    | Mariusz Wlazły    | Skra Bełchatów |
| Miglior muro          | Srećko Lisinac    | Skra Bełchatów |
| Miglior servizio      | Łukasz Wiśniewski | ZAKSA          |
| Miglior palleggiatore | Benjamin Toniutti | ZAKSA          |
| Miglior ricevitore    | Facundo Conte     | Skra Bełchatów |
| Miglior difesa        | Paweł Zatorski    | ZAKSA          |